# Iza grada
Igralište Uskoka koje nosi naziv stadion iza Grada izgrađeno je 1985. godine nakon nekoliko godina marljivog rada mnogih Klišana. Prva utakmica na ovom stadionu odigrana je s Iskrom iz Bugojna a prvi pogodak na ovom igralištu postigao je Dejan Delevski.
Početkom devedestih godina prošlog stoljeća i uspjeha kliških nogometaša na zelenom travnjaku sve se više pridavala i važnost izgledu stadiona pa je tako stadion dobio tribine a krajem povijesnog desetljeća i sjedeća mjesta, sjedalice koji su dvadesetak godina krasile Poljudsku ljepoticu stigle su u Klis. Kapacitet sjedećih mjesta je oko dvije tisuće a najveću posjećenost ovaj stadion bilježi u listopadu 2004. godine kada velikom derbiju druge lige Uskoka i Solina svjedoči oko tri tisuće ljudi.  

## Vanjske poveznice
- http://uskokklis.weebly.com/stadion.html